# IC 4281
IC 4281 је спирална галаксија у сазвјежђу Хидра која се налази на листи објеката дубоког неба у Индекс каталогу.
Деклинација објекта је - 27° 10' 9" а ректасцензија 13h 32m 38,5s. Привидна величина (магнитуда) објекта IC 4281 износи 13,6 а фотографска магнитуда 14,5. IC 4281 је још познат и под ознакама ESO 509-49, MCG -4-32-33, VV 631, AM 1329-265, PGC 47653.